# Liste der Äbte des Klosters Sankt Emmeram
Die Liste der Vorsteher des Klosters Sankt Emmeram umfasst die ersten 13 Bischöfe von Regensburg, denen als „Eigenherren“ von 739 bis 975 auch das Kloster unterstand, anschließend 55 bzw. 54 „selbständige“ Äbte – darunter Pabo mit zwei Amtszeiten – in den Jahren 975 bis 1725 und ab 1725 bis 1802 vier Fürstäbte, die Reichsunmittelbarkeit genossen. Im Dezember 1802 wurde die Fürstabtei an den Reichserzkanzler Karl Theodor von Dalberg abgetreten. 1810 erfolgte die Abtretung des Stifts an das Königreich Bayern und damit auch die Aufhebung der Abtei, die sich jedoch bis 1813 hinzog.
 Bischöfe von Regensburg:
- Gaubald 739–761
- Sigerich 762–768
- Sintpert 768–791
- Adalwin 791–816
- Baturich 817–847
- Erchanfried 847–864
- Ambricho ca. 864–891
- Aspert 891–893
- Tuto 893–930
- Isangrim 930–941
- Gunther 942
- Michael 942–972
- Wolfgang 972–975

 Äbte:
- Ramwold 975–1000
- Wolfram 1001–1006
- Richolf 1006–1028
- Hartwich 1028–1029
- Burkhard 1030–1037
- Ulrich I. 1037–1042
- Erchanbert 1042–1043
- Peringer I. 1044–1048
- Reginward 1048–1060 ?
- Eberhard I. ca. 1060–1068
- Rupert 1068–1095
- Pabo 1095–ca. 1106
- Reginhard ca. 1106–1129?
- Engelfrid 1129–1142
- Pabo (2. Mal) 1142–1143
- Berthold I. 1143–1149
- Adalbert I. 1149–1177
- Peringer II. 1177–1201
- Eberhard II. 1201–1217
- Ulrich II. 1217–1219
- Berthold II. 1219–1235
- Wulfing ca. 1235–ca. 1247
- Ulrich III. 1247–1263
- Friedrich I. von Theuern 1263–1271
- Ulrich IV. von Prunn 1271
- Haimo 1272–1275
- Wolfgang I. Sturm 1275–1279
- Wernher 1279–1292
- Karl 1292–1305
- Heinrich von Winzer 1305–1312
- Baldwin Kötzl 1312–1324
- Adalbert II. (Albert) von Schmidmühlen 1324–1358
- Alto von Tannstein 1358–1385
- Friedrich II. von Weidenberg 1385–1395
- Johannes I. Hauner 1395–1402
- Ulrich von Pettendorf 1402–1423
- Wolfhard Strauß 1423–1452
- Hartung Pfersfelder 1452–1458
- Konrad Pebenhauser 1459–1465
- Michael Teuer 1465–1471
- Johannes II. Tegernpeck 1471–1493
- Erasmus I. Münzer 1493–1517
- Ambrosius I. Münzer 1517–1535
- Leonhard Pfenningmann 1535–1540
- Erasmus II. Nittenauer 1540–1561
- Blasius Baumgartner 1561–1575
- Ambrosius II. Mayrhofer 1575–1583
- Hieronymus I. Weiß 1583–1609
- Hieronymus II. Feury 1609–1623
- Johannes III. Nablaß 1623–1639
- Placidus Judmann 1639–1655
- Coelestin I. Vogl 1655–1691
- Ignatius von Trauner 1691–1694
- Johannes IV. Baptist Hemm 1694–1719
- Wolfgang II. Mohr 1719–1725

 Fürstäbte:
- Anselm Godin de Ampezo 1725–1742
- Johann V. Bapt. Kraus 1742–1762
- Frobenius Forster 1762–1791
- Coelestin II. Steiglehner 1791–1802, † 1819